# Smicroplectrus jucundus
Smicroplectrus jucundus là một loài tò vò trong họ Ichneumonidae.